# امرأة واحدة (مسلسل كوري)
امرأة واحدة (بالكورية: 원 더 우먼)  هو مسلسل تلفزيوني كوري جنوبي، عُرض على قناة إس بي إس من 17 سبتمبر إلى 6 نوفمبر من عام 2021، بُثَّ كل يوم الجمعة والسبت في الساعة 22:00 (KST) بعد نهاية السقيفة 3.

## القصة
تشو يون جو (لي هاني)، هي المدعي العام محتالة وفاسدة تتعرض لحادث سيارة، وعندما تستيقظ من غيبوبة، تتغير حياتها حيث يتم تبديلها بحياة الابنة الصغرى لعائلة شيبول، كانغ مي نا، وهي أيضًا زوجة ابن مجموعة BK ، التي تشبهها تمامًا.

## طاقم

### الشخصيات الرئيسية
- لي ها ني بدور كانغ مي نا / جو ايون جوو.[11][12][13]
  - كيم دوو يون في دور كانغ مي نا / جو ايون حوو الصغيرة.[14]
- لي سانغ يون في دور هان سيونغ ووك.[15]
  - كيم يونغ هون في دور هان سيونغ ووك الصغير.
- جين سيو يون بدور هان سيونغ هي.

الابنة الكبرى، من مجموعة هانجو وشقيقة زوج كانغ مينا، لقد تم استبعادها من خلافة المجموعة لمجرد كونها امرأة.
- لي وون كيون في دور اهن يو جون.[17]

زميل جو يون-جو من معهد البحوث والتدريب القضائي والمدعي العام في مكتب مقاطعة سوكيونج.

### أدوار داعمة

#### عائلة هان
- جيون كوك هوان في دور السيد هان يونغ شيك.[18][19]
- نا يونغ هي في دور سيو ميونغ وون
- سونغ وون سيوك في دور هان سونغ وون
- سونغ سيونغ ها في دور هان سونغ مي
- جو يون هي في دور هيو جاي هي

## المشاهدات
| الموسم | الموسم | رقم الحلقة | رقم الحلقة | رقم الحلقة | رقم الحلقة | رقم الحلقة | رقم الحلقة | رقم الحلقة | رقم الحلقة | رقم الحلقة | رقم الحلقة | رقم الحلقة | رقم الحلقة | رقم الحلقة | رقم الحلقة | رقم الحلقة | رقم الحلقة | المتوسط |
| الموسم | الموسم | 1          | 2          | 3          | 4          | 5          | 6          | 7          | 8          | 9          | 10         | 11         | 12         | 13         | 14         | 15         | 16         | المتوسط |
| ------ | ------ | ---------- | ---------- | ---------- | ---------- | ---------- | ---------- | ---------- | ---------- | ---------- | ---------- | ---------- | ---------- | ---------- | ---------- | ---------- | ---------- | ------- |
|        | 1      | 1.509      | 1.304      | 2.562      | 2.538      | 2.498      | 2.483      | 2.857      | 2.598      | 2.624      | 2.673      | 2.507      | 2.331      | 3.013      | 2.976      | 3.055      | 3.235      | 2.547   |

وفقا لنيلسن كوريا، حققت الحلقة الأخيرة من المسلسل نسبة 17.8% مايقارب حوالي 3.2 مليون مشاهدة، مع ذروة 22.7% بحوالي 3.6 مليون مشاهدة، لتصبح انجح الأعمال الدرامية في كوريا لهذا العام، والاعلى تقييما لقناة SBS لهاذا العام، بجانب سائق سيارة أجرة، سلسلة بنتهاوس.
| رقم الحلقة | تاريخ البث الأصلي | متوسط حصة الجمهور | متوسط حصة الجمهور | متوسط حصة الجمهور |
| رقم الحلقة | تاريخ البث الأصلي | (AGB Nielsen)     | (AGB Nielsen)     | TNmS              |
| رقم الحلقة | تاريخ البث الأصلي | على الصعيد الوطني | سيئول             | على الصعيد الوطني |
| ---------- | ----------------- | ----------------- | ----------------- | ----------------- |
| 1          | 17 سبتمبر 2021    | 8.2%              | 9.0%              | 8.1%              |
| 2          | 18 سبتمبر 2021    | 7.1%              | 8.0%              | 7.0%              |
| 3          | 24 سبتمبر 2021    | 12.7%             | 13.2%             | 10.6%             |
| 4          | 25 سبتمبر 2021    | 12.6%             | 12.7%             | 10.8%             |
| 5          | 1 أكتوبر 2021     | 13.4%             | 14.6%             | 11.2%             |
| 6          | 2 أكتوبر 2021     | 13.0%             | 13.1%             | 10.8%             |
| 7          | 8 أكتوبر 2021     | 15.0%             | 15.7%             | 12.5%             |
| 8          | 9 أكتوبر 2021     | 13.5%             | 13.9%             | 11.5%             |
| 9          | 15 أكتوبر 2021    | 14.0%             | 15.1%             | 11.2%             |
| 10         | 16 أكتوبر 2021    | 13.3%             | 14.1%             | 11.2%             |
| 11         | 22 أكتوبر 202     | 14.0%             | 14.5%             | 11.6%             |
| 12         | 23 أكتوبر 2021    | 12.5%             | 13.4%             | 10.1%             |
| 13         | 29 أكتوبر 2021    | 16.0%             | 16.9%             | 13.2%             |
| 14         | 30 أكتوبر 2021    | 16.9%             | 17.7%             | 13.8%             |
| 15         | 5 نوفمبر 2021     | 16.7%             | 17.2%             | 13.5%             |
| 16         | 6 نوفمبر 2021     | 17.8%             | 18.5%             | 15.4%             |
| المعدل     | المعدل            | 13.54%            | 14.22%            |                   |

## الإنتاج
المسلسل من إخراج تشوي يونغ هون (مخرج ومنتج قسم الدراما إس بي إس)، الذي اخرج مسلسلات مثل فرقة الأخوات، اختيار جيد، ومن كتابة كيم يون الذي كتب مسلسل «رجاءاً لا تواعديه».

### طاقم
في 30 ديسمبر 2020، تم اختيار لي سانغ يون وكيم اه جونغ لدور البطولة للمسلسل، أكد لي سانغ ايون الدور الرئيسي في للمسلسل لكن كيم أه جونغ لم تعطِ أي تأكيدات.
في 18 يونيو 2021، أعلن عن تشكيلة فريق التمثيل، أكد ظهور الممثلة لي هاني في المسلسل بدلا من اه جونغ، وكان آخر ظهور لها في مسلسل الكاهن الناري 2019 على قناة SBS ، والذي كذلك كانت بدور المدعي العام الفاسد. واخيرا، انضمت بارك جيونغ هوا عضوة اكسايد.

## روابط خارجية
- امرأة واحدة على موقع IMDb (الإنجليزية)
- امرأة واحدة على موقع نتفليكس (الإنجليزية)
- امرأة واحدة على موقع كينوبويسك (الروسية)
- امرأة واحدة على موقع قاعدة بيانات الفيلم (الإنجليزية)

.
- امرأة واحدة على هانسينما